# Schweizer Pool für die Versicherung von Nuklearrisiken
Im Schweizer Pool für die Versicherung von Nuklearrisiken haben sich private und öffentlich-rechtliche Versicherungs- und Rückversicherungs-Einrichtungen mit Sitz in der Schweiz zusammen getan. Der Pool wurde 1957 zwecks Tragen von Nuklearrisiken im In- und Ausland auf unbestimmte Dauer gegründet.
Der Betreiber eines Kernkraftwerks in der Schweiz ist verpflichtet, eine Haftpflichtversicherung abzuschliessen. Ohne eine solche Versicherung darf ein Kernkraftwerk nicht betrieben werden. Er schliesst die Haftpflichtversicherung mit der privaten Versicherungswirtschaft in Form des Nuklearversicherungspools ab. Eine vollständige Abdeckung des Risikos durch die private Versicherungswirtschaft wäre nicht finanzierbar.

## Mitglieder
- Allianz Suisse
- Aargauische Gebäudeversicherung (AGV)
- AXA
- Basler Versicherung
- Generali Schweiz AG
- Helvetia Versicherungen
- MS Amlin
- Partner Reinsurance Company
- Schweizerische Mobiliar Versicherungsgesellschaft
- SCOR SE
- Solothurnische Gebäudeversicherung
- Swiss Re Group
- Vaudoise Versicherungen
- Zurich Insurance Group[2]